# Program database
Pour les articles homonymes, voir PDB.
Le format de fichier Program database (plus couramment nommé sous l'acronyme PDB) est un format de fichier contenant des informations de débogage pour les modules exécutables (.exe ou .dll). L'extension de nom de fichier des Program database est .pdb. Ce format de fichier est un format propriétaire à Microsoft et seul l'éditeur de lien de Microsoft est apte à créer ce type de fichier.